# Pico Silla
El pico Silla está situado en la Sierra de la Silla, dentro del conjunto de sierras que conforman la Sierra de Grazalema en la provincia de Cádiz en España.
Está entre los municipios de Benaocaz y Ubrique y se encuentra muy cerca del vecino pico Adrión.
A pesar de su moderada altitud, la prominencia del pico junto con el resto de su sierra es destacable con respecto al relieve cercano.
A fecha de 2018, el vértice geodésico se encuentra destruido, probablemente por un rayo.

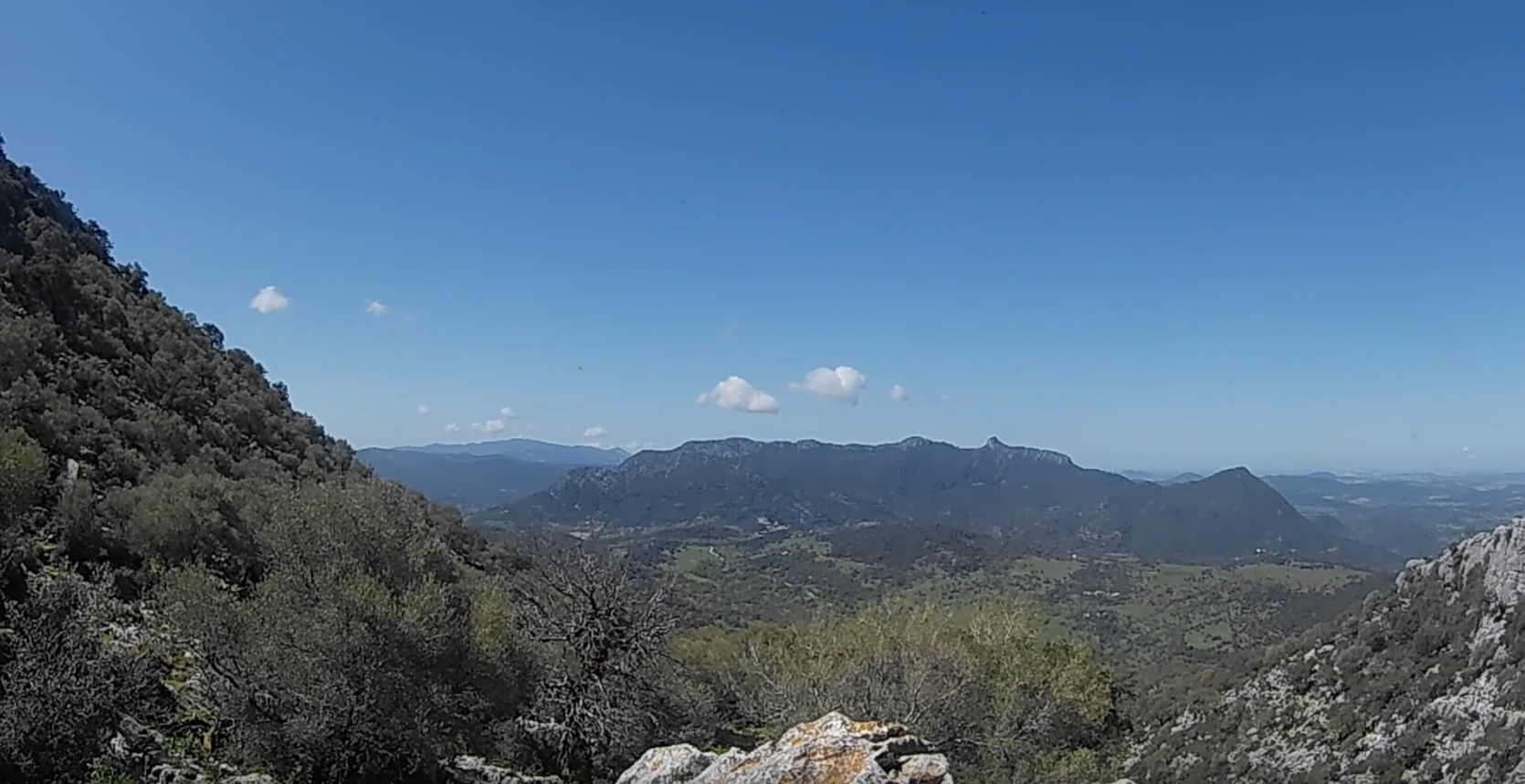
Sierra de la Silla vista desde el Salto del Cabrero, en abril de 2018.

## Ascenso
Existen varias vías o rutas para alcanzar la cumbre, aunque la más común es la ruta normal.
La zona de la cima es muy vertical, con algunos pasos muy aéreos, y que requieren el uso de manos para transitar.
- Ruta habitual: El ascenso por la ruta normal empieza cerca de la carretera A-373. Se transitan carriles de tierra y luego caminos de cabras. Tiene unos 5 km de longitud (solo ida) y unos 700 metros de desnivel acumulado. Está considera como de dificultad media por los organismos oficiales.[2]
- Ruta desde el río Tavizna: Es posible ascender la montaña desde la zona del río Tavizna. No obstante, esta ruta está en desuso, carece de señalización, los senderos están muy desdibujado y hay multitud de cercados de fincas que cortan el tránsito.

## Naturaleza
El pico está formado por roca caliza, especialmente abrupta cuanto más nos acercamos al pico. Es común ver por la zona cabras montesas y distintas especies de águilas y buitres. La vegetación es la común en la sierra de Grazalema, destacando madroños, encinas y alcornoques.